# Самуил (Запольский-Платонов)
Епископ Самуил (в миру Степан Васильевич Запольский-Платонов; 1772 — 16 [28] апреля 1831, Николо-Бабаевский монастырь) — епископ Русской православной церкви, епископ Костромской и Галичский.

## Биография
Родился в 1772 году в селе Заполье. Русский биографический словарь сообщает, что «Запольский был сын священника села Заполья Владимирской губернии». Другой источник утверждает, что он был «уроженец Московской епархии, Дмитровского уезда, из села Заполье».
Обучался в Троицкой лаврской семинарии, где  был удостоен стипендии митрополита Платона (Левшина), вместе с правом именоваться «Платоновым». По окончании семинарского курса 23 февраля 1800 года был назначен в ней учителем греческого и еврейского классов. В 1803 году: с 21 ноября — учитель высшего красноречия и риторики, а 16 декабря был пострижен в монашество.
С 1 апреля 1807 года был назначен префектом Троице-Сергиевой духовной семинарии и учителем философии, а с 10 августа 1809 года был ректором семинарии и учителем богословия. в 1810 году был уволен от ректорства и с 20 февраля 1810 года был наместником Троице-Сергиевой лавры и архимандрит Спасо-Вифанского монастыря.
Был переведён 11 сентября 1814 года ректором Тверской духовной семинарии и с 15 сентября определён архимандритом Калязинского Макариева-Троицкого монастыря и присутствующим духовной консистории.
19 августа 1817 года хиротонисан во епископа Костромского и Галичского. В 1825 году некоторое время управлял делами Нижегородской епархии.
6 апреля 1830 года, по болезни, был уволен на покой в Николо-Бабаевский монастырь, где и скончался 16 (28) апреля 1831 года и был погребён в монастырской церкви святителя Иоанна Златоуста. В ноябре 1995 года останки епископ Самуила были перевезены в Кострому и перезахоронены в подклети кафедрального Богоявленско-Анастасиина собора.